# Abrakzab
Az abrakzab (Avena sativa) az egyszikűek (Liliopsida) osztályának perjefélék (Poaceae) családjába tartozó növényfaja. Főleg a hűvösebb mérsékelt éghajlatot kedveli. A szemtermés előnyös beltartalmi jellemzői miatt – magas fehérjetartalom, némi zsír, az ásványi anyagok közül jelentősebb a kalcium, foszfor, E-vitamin – megfelelő takarmánygabona és emberi táplálék. A szalmáját szintén használják állatok takarmányozására.

## Előfordulása
Az abrakzab csak kultúrában ismert őse, a hélazab (Avena fatua) keletkezési helye valószínűleg a mediterráneum. A síkságoktól 1400 méter magasságig termeszthető. Ma számos fajtája sok területen elterjedt.

## Megjelenése
Az abrakzab egyéves fű, felálló, erőteljes, sima és kopasz, 60-150 centiméter magas szárakkal. Töve bokros. A levélnyelvecske rövid, tojásdad, kihegyezetten fogazott. A levélhüvely kopasz a szárat lazán veszi körül, a fülecske hiányzik. A levéllemez 10-16 milliméter széles és 30 centiméter hosszú, keskeny hegybe fut, érdes, szürkészöld. A laza buga 15-30 centiméter hosszú. Ágai egy oldalra nézők, nem egyforma hosszúak, vízszintesen elállók vagy gyengén felfelé irányulnak, 1-3 füzérkéjük van.

## Életmódja
Az abrakzab elvadulva gyomtársulásokban él. A termesztésben az üde vagy kissé nyirkos, tápanyagban gazdag, bázisokban szegény, gyengén savanyú agyag-, vályog- vagy homoktalajokon nő a legjobban. Meglehetősen igénytelen.
A virágzási ideje június.

## Képek

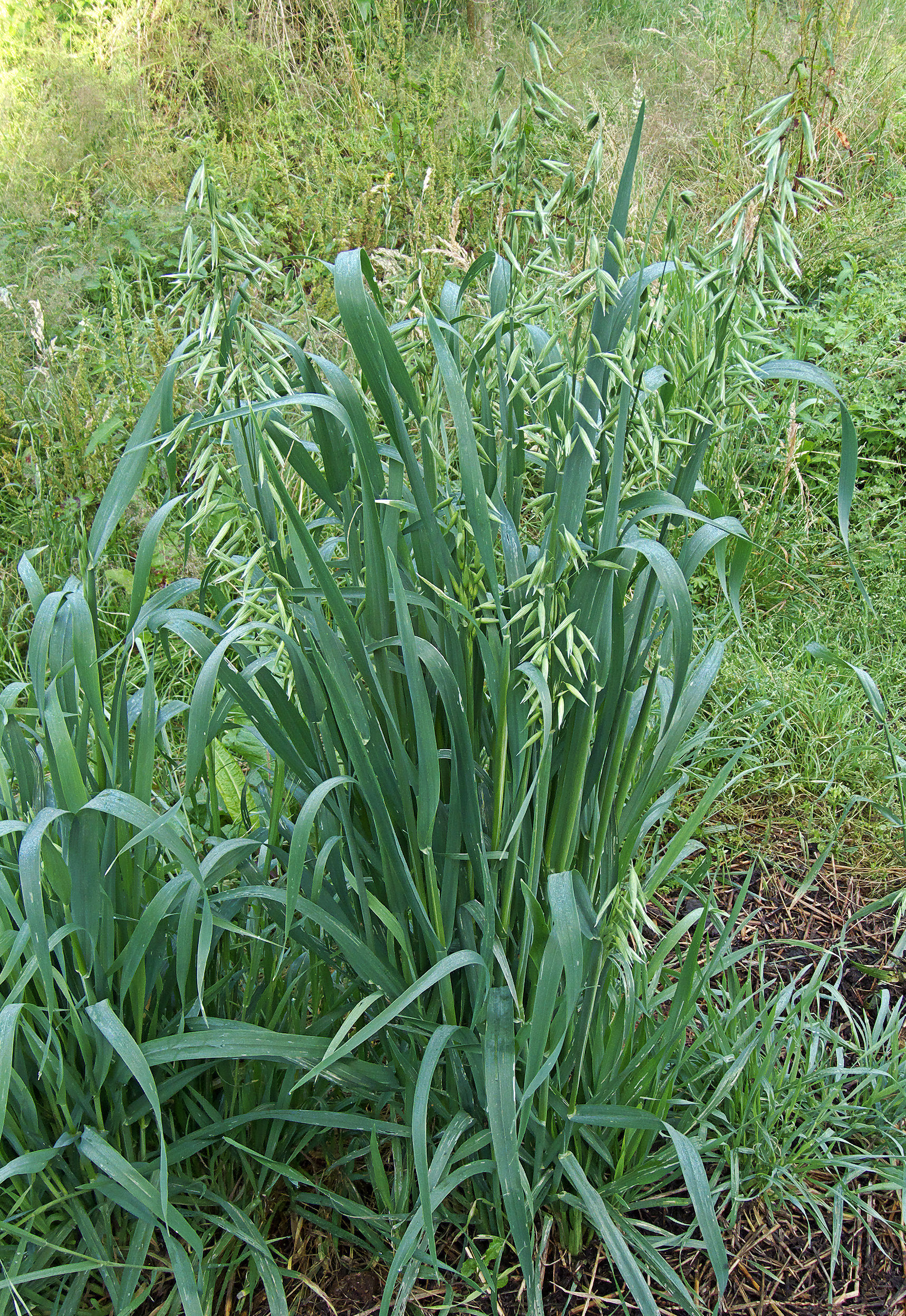
A növény …
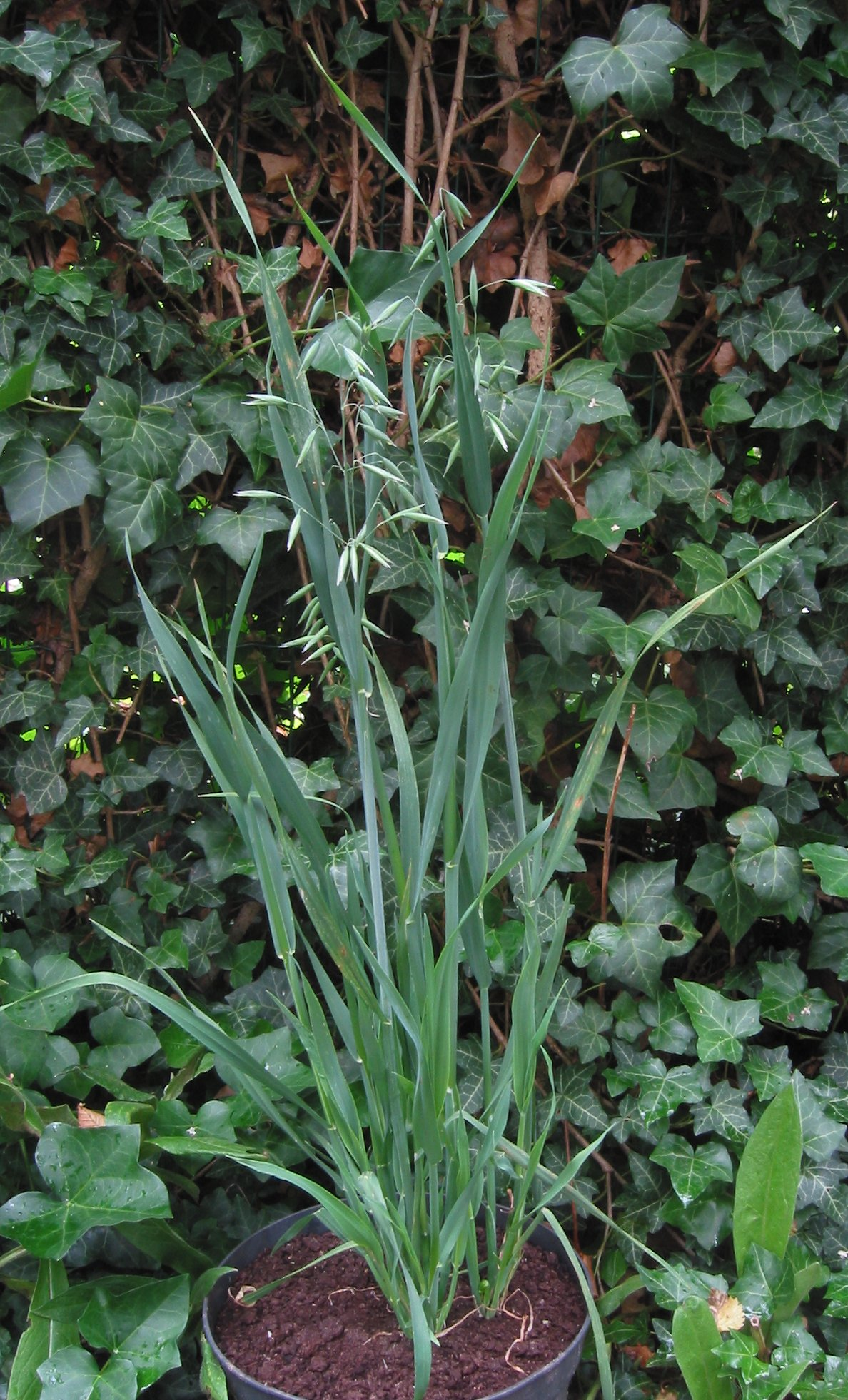
virágzáskor …
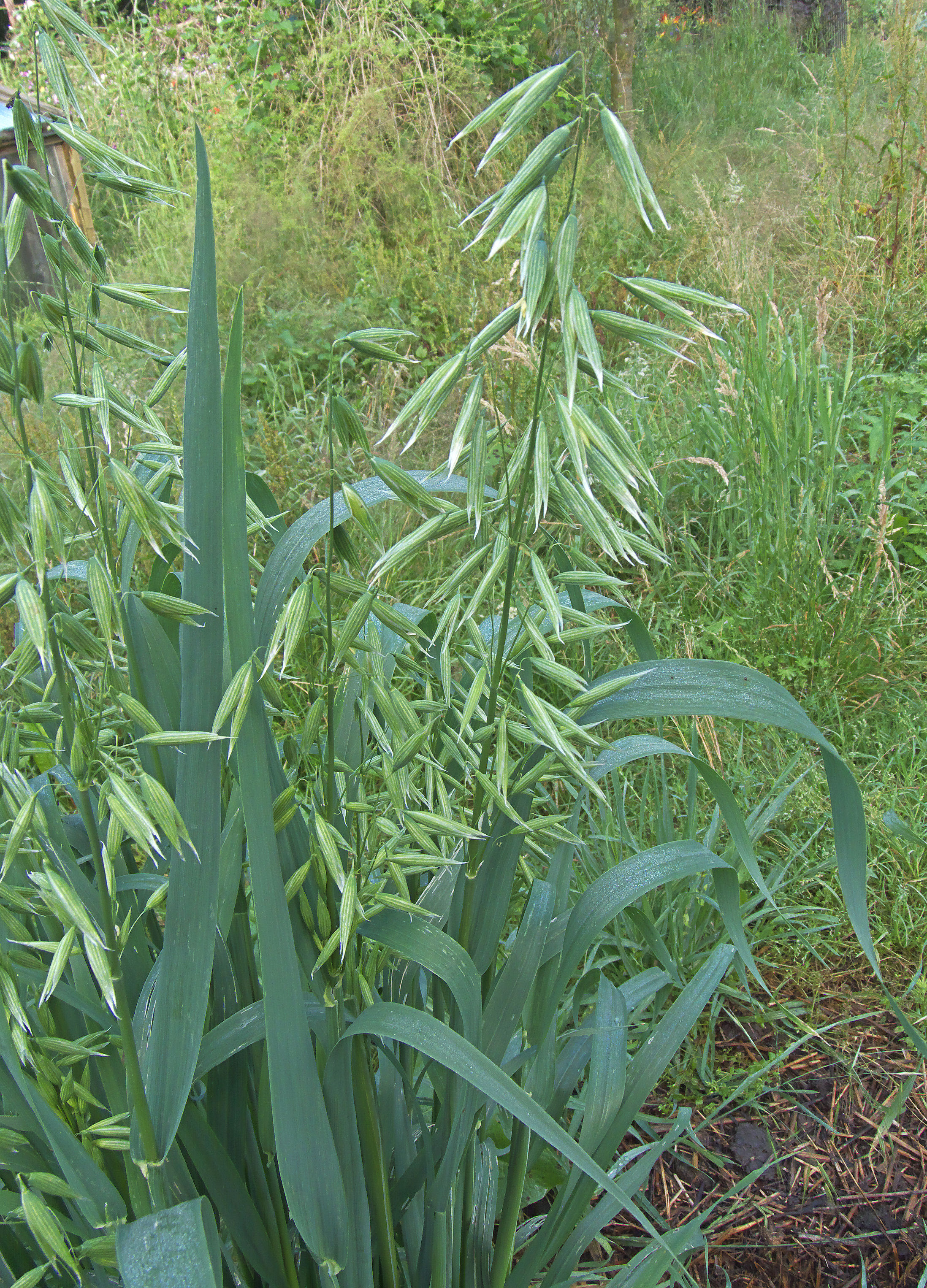
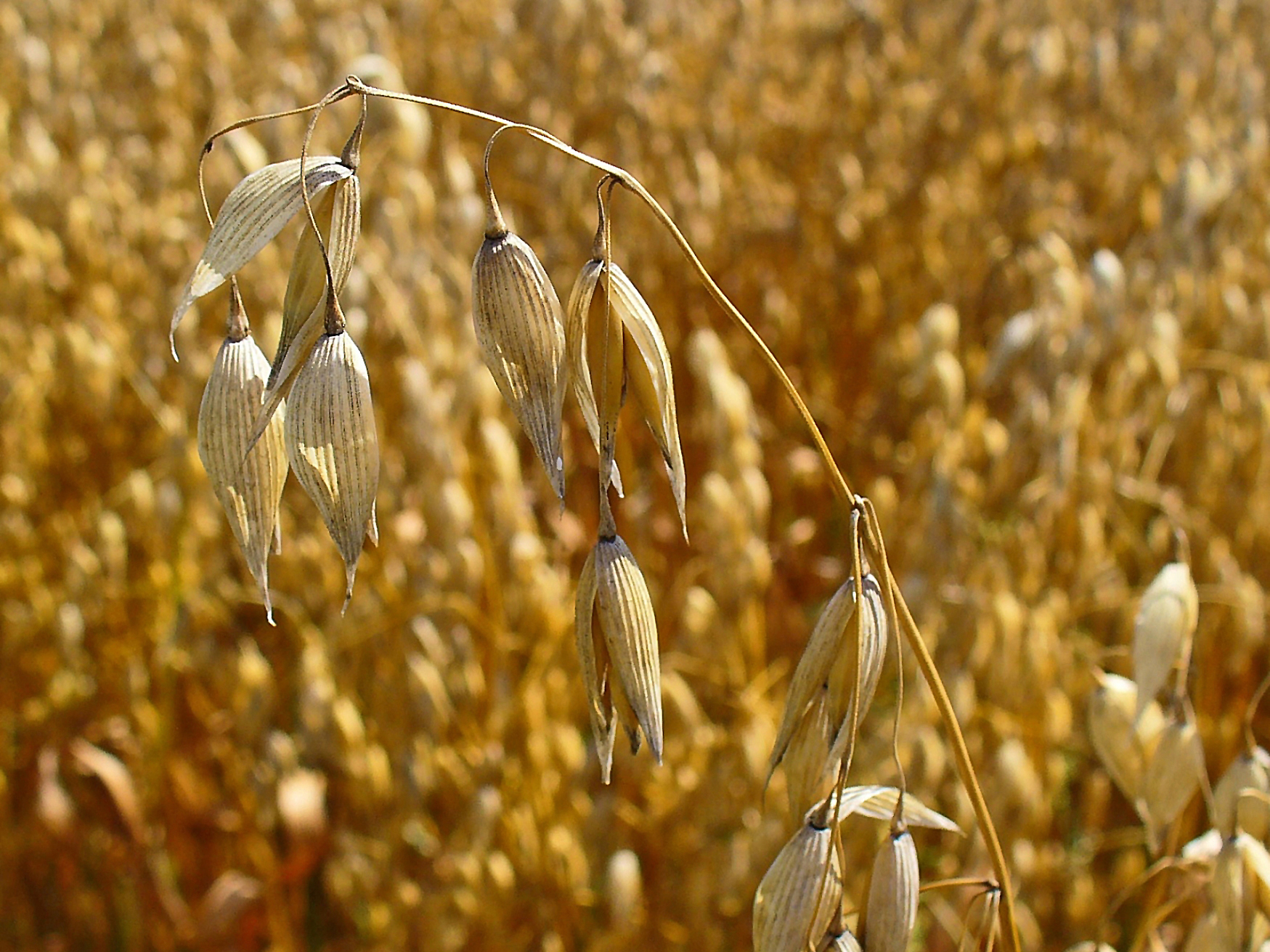
Termései …
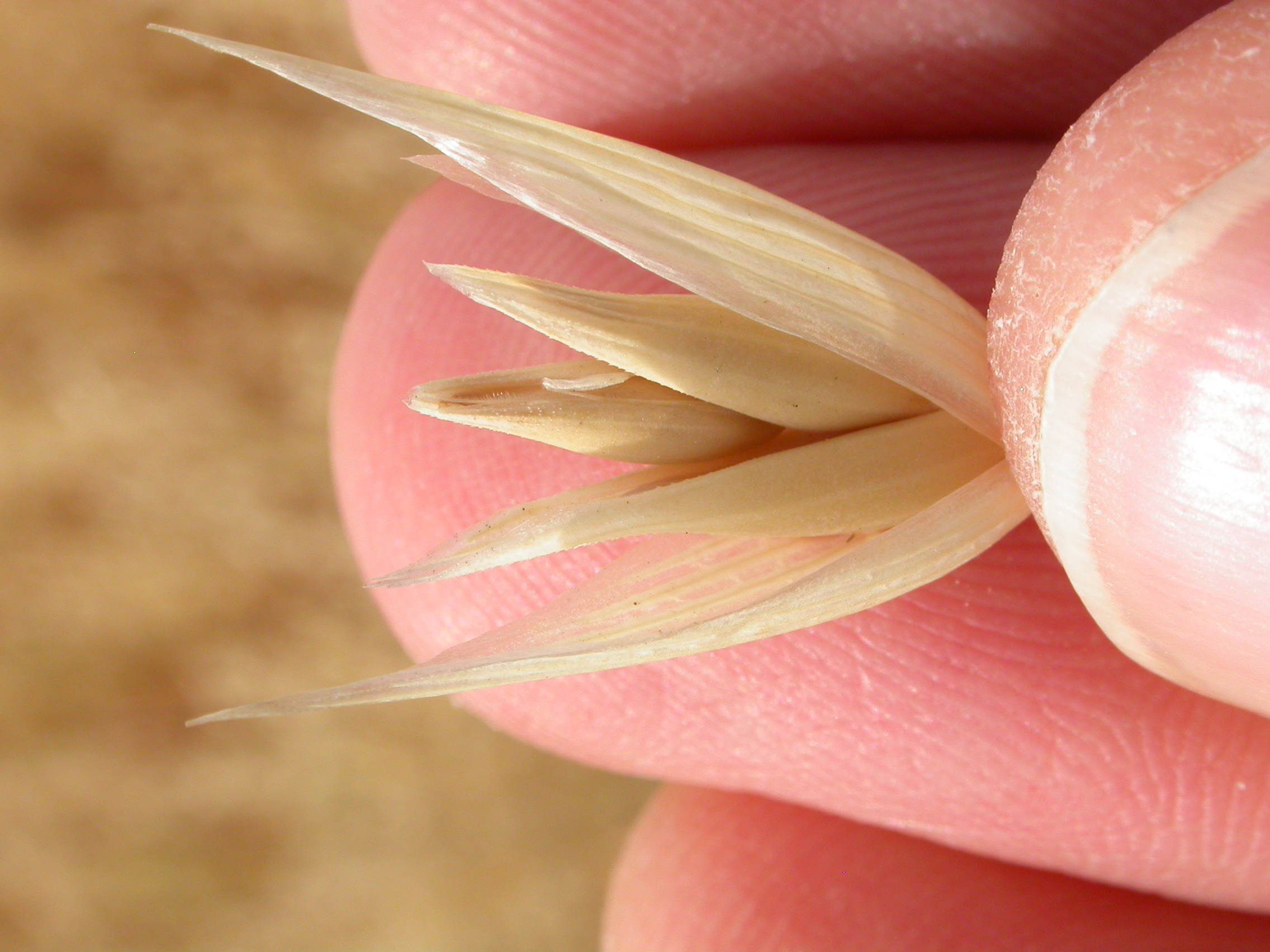
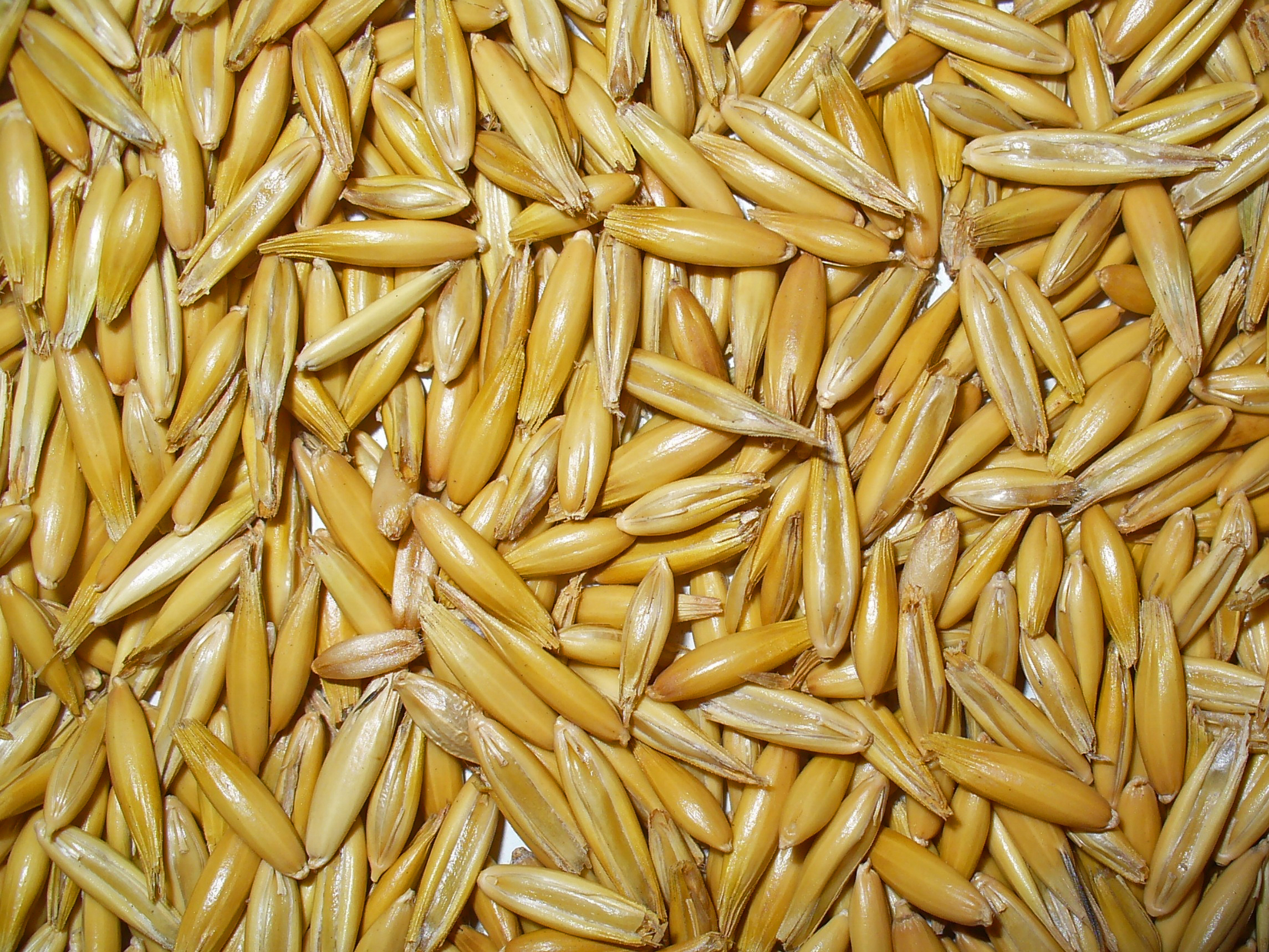
magvai …
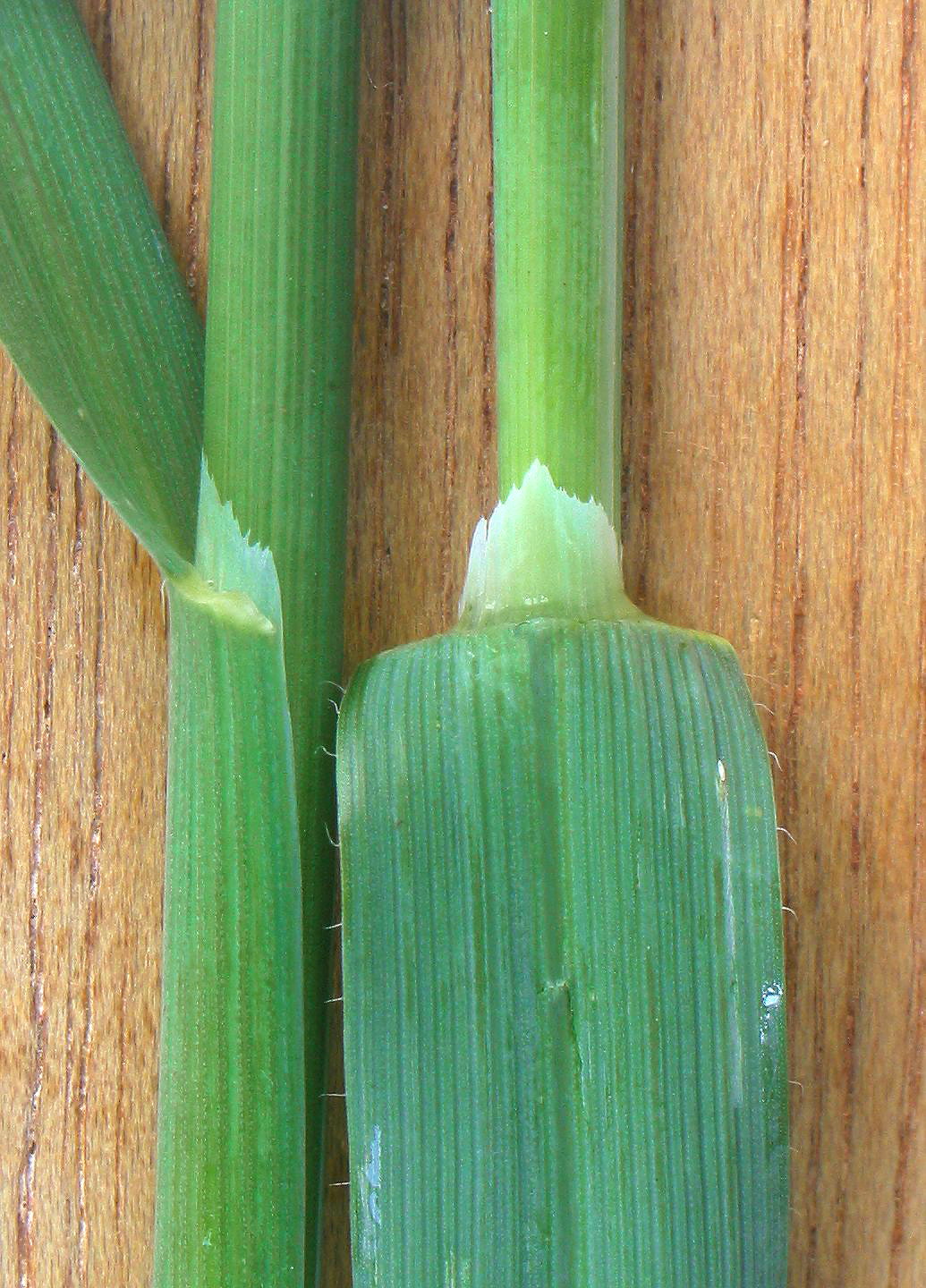
szárai levéllel
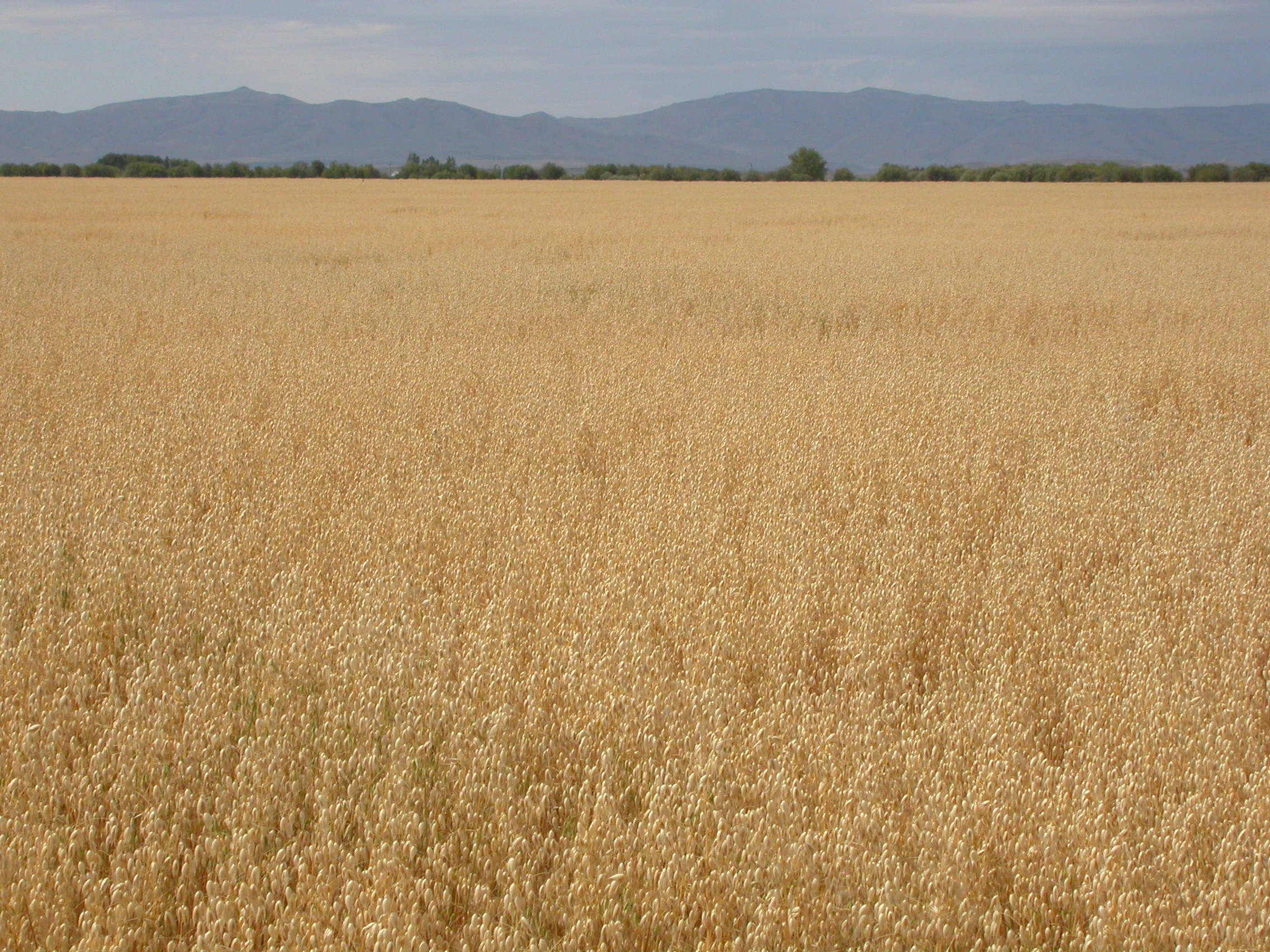
Abrakzabmezők
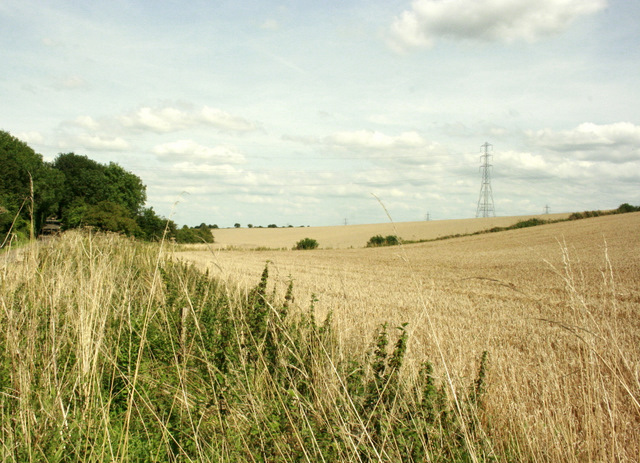